# Amami Ōshima
Amami Ōshima (Japans: 奄美大島, Okinawaans: ウーシマ, Uushima; Amami: ウシマ, Ushima), ook bekend als Amami, is het grootste eiland in de Amami-archipel tussen Kyushu en Okinawa. Het is een van de Satsunan-eilanden en Riukiu-eilanden.
Het eiland heeft een oppervlakte van 712,35 km². Administratief is het verdeeld in de stad Amami, de steden Tatsugō, Setouchi en de dorpen Uken en Yamato in de prefectuur Kagoshima. Het eiland ligt in het Nationaal Park Amami Guntō.
Het eiland ligt in de mariene ecoregio Zuidelijke Kuroshiostroom. In 2021 werd het opgenomen in de UNESCO Werelderfgoedlijst als onderdeel van de inschrijving Amami-Oshima, Tokunoshima, noordelijk deel van Okinawa en Iriomote.